# Osor (ort)
Osor är en ort i Spanien.   Den ligger i provinsen Província de Girona och regionen Katalonien, i den östra delen av landet, 500 km öster om huvudstaden Madrid. Osor ligger 390 meter över havet och antalet invånare är 456.
Terrängen runt Osor är lite bergig. Runt Osor är det ganska tätbefolkat, med 93 invånare per kvadratkilometer. Närmaste större samhälle är Salt, 19,9 km öster om Osor. I omgivningarna runt Osor växer i huvudsak blandskog.